# 田村浩一郎 (生物学者)
田村 浩一郎（たむら こういちろう） は、日本の生物学者。進化遺伝学専攻。東京都立大学生命情報研究センター長、東京都立大学理学部教授。元日本進化学会会長。

## 人物・経歴
1985年東京都立大学理学部生物学科卒業。1991年東京都立大学大学院理学研究科博士課程修了、ペンシルバニア州立大学分子進化遺伝学研究所博士研究員。2005年首都大学東京大学院理工学研究科生命科学専攻准教授。2008年首都大学東京大学院理工学研究科生命科学専攻教授。2016年日本進化学会会長。

## 受賞
- 日本進化学会研究奨励賞 2002年[4]
- 日本遺伝学会奨励賞 2003年[4]
- 科学技術政策研究所科学技術への顕著な貢献 2007年[4]
- 日本進化学会学会賞 2019年[5]
- 公益信託進化学振興木村資生基金木村賞 2019年[4]